# Мансанарес
Мансанарес е река в централна Испания, която извира в Сиера де Гуадарама, минава през Мадрид и впоследствие се влива в река Харама, която от своя страна е приток на Тахо.
В Мадрид днешното течение на Мансанарес е с дълбочина от няколко метра и плавателна за гребни лодки, което е резултат от десетки години на канализиране.
- Списък на реките на Испания

|  | Тази страница частично или изцяло представлява превод на страницата Manzanares (river) в Уикипедия на английски. Оригиналният текст, както и този превод, са защитени от Лиценза „Криейтив Комънс – Признание – Споделяне на споделеното“, а за съдържание, създадено преди юни 2009 година – от Лиценза за свободна документация на ГНУ. Прегледайте историята на редакциите на оригиналната страница, както и на преводната страница, за да видите списъка на съавторите. ВАЖНО: Този шаблон се отнася единствено до авторските права върху съдържанието на статията. Добавянето му не отменя изискването да се посочват конкретни източници на твърденията, които да бъдат благонадеждни. |